# Bryan Kramer
Bryan Jared Kramer, né à Madang le 3 novembre 1975, est un homme d'affaires et homme politique papou-néo-guinéen, connu notamment pour son engagement contre la corruption et pour son utilisation des réseaux sociaux.

## Biographie

### Débuts et député d'opposition
Scolarisé dans la province de Madang en Papouasie-Nouvelle-Guinée puis dans le Queensland en Australie, il obtient un diplôme de licence en comptabilité en 1999 à l'université du Verbe divin (en), université catholique privée à Madang. Il travaille ensuite dans le milieu de la finance pour le réseau KPMG, tout en dirigeant à partir de la fin des années 1990 plusieurs entreprises, dont un réseau de boîtes de nuit,.
Entré au Parlement national comme député de Madang aux élections législatives de 2017, il siège sur les bancs de l'opposition au gouvernement de Peter O'Neill et accuse le Premier ministre de détournement de fonds publics, ainsi que de gaspillage d'argent public par l'achat de voitures de luxe pour le sommet de l'APEC à Port Moresby en 2018,. Il crée sur Facebook la plateforme "Kramer Report" (« Rapport Kramer ») où il révèle les résultats de ses enquêtes personnelles en matière de corruption et commente sur la vie politique du pays ; sa page sur ce réseau social devient la plus suivie de Papouasie-Nouvelle-Guinée,.
En 2018 il quitte le parti Pangu Pati pour fonder le Parti de l'allégeance (en), dont le nom désigne une allégeance « à Dieu et au pays ». Il en est l'unique député,.

### Ministre de la Police
En juin 2019, le gouvernement O'Neill perd la confiance du Parlement, et le nouveau Premier ministre James Marape nomme Bryan Kramer ministre de la Police. Ancien réserviste dans la police, il explique avoir constaté que la police -la Royal Papua New Guinea Constabulary- est souvent passive, notamment en réponse aux violences conjugales ; il appelle alors les victimes et les témoins de crimes et de délits à les lui signaler personnellement sur Facebook pour qu'il puisse s'assurer que la police mène effectivement une enquête. Après quelques mois, il décrit publiquement la police comme étant infestée de corruption et de complices de crimes organisés et de trafiquants de drogues et d'armes à feu. Il accuse également la police d'être indisciplinée, brutale, de se livrer à des vols de fonds publics et d'être devenue « une entreprise de sécurité privée au service de politiciens corrompus et d'hommes d'affaires étrangers douteux ». Il s'attache à la réformer « de haut en bas » en remplaçant tout d'abord ses principaux responsables,. 
Il nomme un nouveau chef de la police, David Manning, qui admet publiquement que certains personnels de police sont « des criminels en uniforme » et promet d'appliquer une « tolérance zéro » à cet égard. Un rapport australien ayant établi que la police de Papouasie-Nouvelle-Guinée souffre d'un grave manque de personnels, de formation et de financement, Bryan Kramer obtient un financement du gouvernement australien pour la rénovation et la modernisation de la station de police du quartier de Waigani, le cœur de la capitale Port Moresby. Des caméras et des GPS sont installés dans les véhicules de police, à des fins de transparence, le ministre expliquant que les policiers ne pourront ainsi plus nier les accusations de membres du public à leur encontre, ni utiliser leurs voitures à des fins personnelles,. Ces mesures sont progressivement étendues à d'autres parties du pays, à commencer par la ville de Madang qui connaît le taux d'homicides le plus élevé du pays.
Sous l'autorité de Bryan Kramer, la police émet par ailleurs un ordre d'arrestation de Peter O'Neill pour corruption. O'Neill est arrêté et inculpé pour corruption et abus de pouvoir.

### Ministre de la Justice
En décembre 2020, il est nommé ministre de la Justice. En mars 2021, durant la pandémie de Covid-19 en Papouasie-Nouvelle-Guinée, il est atteint par le virus et souffre pendant quatre jours de maux de tête et de douleurs musculaires. Il se fait publiquement vacciner peu après, lorsque commence la campagne de vaccination dans le pays, afin de contribuer à endiguer la désinformation sur la pandémie et sur les vaccins,.
Il fait adopter le 20 janvier 2022 l'abolition de la peine de mort en Papouasie-Nouvelle-Guinée, par l'abrogation de la loi de 1984 qui l'avait ré-introduite après son abolition initiale en 1970. Il explique que le pays n'a pas les moyens de l'appliquer humainement, raison pour laquelle elle n'a en fait jamais été appliquée, malgré la volonté du gouvernement de Peter O'Neill en 2013 de commencer à la faire appliquer. Le Premier ministre James Marape souligne que le peine de mort n'a pas un effet dissuasif efficace, et est contraire aux principes chrétiens du pays. Les quarante condamnés dans le couloir de la mort voient leur peine commuée en emprisonnement à perpétuité ; les crimes de meurtre, de viol aggravé, de vol avec violence, de trahison et de piraterie entraînent dès lors une peine allant de la perpétuité réelle à la prison à perpétuité avec période incompressible de trente ans,.
En avril 2022, à l'occasion d'un remaniement ministériel, il est rétrogradé à la fonction de ministre de l'Immigration et de la Sécurité des Frontières, remplaçant Westly Nukundj, et est remplacé à la Justice par Pila Niningi. Après les élections de 2022, remportées par James Marape et ses alliés, il est fait ministre du Travail en plus de conserver le ministère de l'Immigration.

### Exclusion du Parlement
Le 30 septembre 2022, Bryan Kramer est suspendu de ses fonctions de député et de ministre lorsque le procureur public l'accuse formellement d'outrage à la justice. Le 1er mai 2023, un tribunal le reconnaît coupable d'outrage pour avoir posté un message sur Facebook sous-entendant un conflit d'intérêts chez le président de la Cour suprême Sir Gibbs Salika (en), et pour avoir affirmé sur Facebook que Peter O'Neill avait demandé à Sir Gibbs d'accepter un document frauduleux pour échapper à des poursuites pour corruption. Bryan Kramer est également déclaré coupable d'avoir obtenu du Parlement l'adoption d'une loi créant une Autorité publique pour le développement du district de Manang, que les juges considèrent comme ayant un fonctionnement opaque,. Les juges lui infligent une amende de 10 000 kina et, en accord avec les règles de procédure, demandent au président du Parlement, Job Pomat, de demander au gouverneur général Sir Bob Dadae de le destituer du Parlement, et donc également du gouvernement. Bryan Kramer répond publiquement que cette décision ne l'« empêchera pas de continuer à informer le public au sujet d'enjeux d'importance nationale, ni de mettre en lumière la corruption aux plus hauts niveaux de l'État ». Il est formellement démis de ses fonctions de député par le gouverneur général Sir Bob Dadae le 24 mai 2023.